# 色虫门
色虫门（学名：Chromerida）是色藻界下的一个门。一类具有光合自养的海生原生动物，是顶复门与藻类的进化过渡的中间物种。

## 下属分类
本纲包括以下目：
- 色虫纲 Chromeraceae
- Vitrellaceae